# Goderannus
Goderannus (XI secolo – XII secolo) è stato un miniatore e calligrafo belga.

## Biografia
Goderannus fu attivo nelle abbazie benedettine di Lobbes e di Stavelot, nelle Ardenne belghe.
Il suo nome è ricordato per la realizzazione e il dono all'abbazia di un codice contenente alcuni libri dell'Antico Testamento.
Fu uno dei maggiori rappresentanti di quella scuola miniaturistica periferica collegabile con Colonia, che rientra nella cerchia renana del periodo ottoniano.
Compilò una grande Bibbia in due volumi ultimata nel 1083 (Tournai, Seminario arcivescovile) e, con la collaborazione di frate Ernestus, la grande Bibbia di Stavelot (Londra, British Museum), terminata nel 1097.
La sua tecnica tradisce l'influenza degli smalti, ed è condotta con uno stile d'alto cromatismo di superficie in un disegno abile e robusto.
Nello stesso scriptorium Goderannus copiò, assieme al frate Cuno, anche un codice contenente la traduzione latina delle Antichità giudaiche e sette libri della Guerra giudaica di Flavio Giuseppe (Bruxelles, Bibl. Royale, II.1179), realizzato prima del 1105.

## Opere
- Bibbia in due volumi (1083) (Tournai, Seminario arcivescovile);
- Bibbia di Stavelot (1097) (Londra, British Museum);
- Antichità giudaiche di Flavio Giuseppe (Bruxelles, Bibl. Royale, II.1179), prima del (1105);
- Sette libri della Guerra giudaica di Flavio Giuseppe (Bruxelles, Bibl. Royale, II.1179), prima del (1105).